# Объединённое ядро Linux
Объединённое ядро Linux (англ. Linux Unified Kernel, Longene или неформ. LUK) — это ядро операционной системы, рассчитанное на бинарную совместимость приложений и драйверов устройств, используемых в Microsoft Windows и Linux, без использования виртуализации или эмуляции.
Проект написан на языке C, является свободным программным обеспечением с открытым исходным кодом и использует лицензию GPL версии 2.
Первый выпуск состоялся в 2006 году.

## Возможности
Целью проекта Longene является добавление механизмов ядра Windows, включая системные вызовы, реестр Windows, модель драйверов Windows (WDM), отложенный вызов процедуры (DPC) и другие в ядро Linux для создания нового ядра. Новое ядро позволит запускать как Linux-, так и Windows-приложения, а также использовать драйверы устройств.
Для предотвращения раздувания объёма кода, если функция доступна и в ReactOS, и в ядре Linux, то используется вариант ядра Linux. Функции реализуются, используя загружаемые модули ядра Linux для быстрой загрузки и выгрузки.
Longene имеет системные вызовы Windows и Linux и их соответствующие таблицы. Приложения Windows могут вызывать программное прерывание «int 0x2e», в то время как приложения Linux используют табличный вызов через «int 0x80».
Проект объединённого ядра Linux не разрабатывает библиотеки пользовательского уровня для Windows и Linux. Этим занимаются соответствующие проекты, такие как Wine, ReactOS и GNU.

## Разработка
В сентябре 2005 года проект Linux Unified Kernel получил спонсорскую поддержку от китайской корпорации в сфере ИТ-консалтинга Insigma Technology.
Лидером Декао Мао были обозначены цели и пути развития проекта. Он написал множество статей о рынке, авторском интеллектуальном праве, а также обозначил необходимые условия для достижения цели. Статьи Мао собраны на страницах проекта.
Для создания единого ядра Linux необходимо добавить следующие элементы:
- Среду, которая сравнивает свойства и требования Windows-драйвера устройства таким образом, чтобы имелась возможность загрузки множества драйверов Windows в ядро, сохраняя при этом связи и условия выполнения, как это происходит в Windows.
- Набор экспортируемых функций, определенных интерфейсом экспортируемых функций ядра Windows (WDK). Для программ эти функции будут выглядеть как обычные библиотеки, предоставляемые ядром.
- Программный интерфейс Windows. Microsoft никогда не открывает код Windows API, но полный справочник по функциям  интерфейс программирования приложений «Windows NT/2000 Native API Reference» и другие материалы помогают понимать структуру системы и взаимодействие её составляющих компонентов.

Чтобы достичь цели, объединённое ядро выпускается в виде патчей linux. Разработчики ожидают слияния этих патчей с основной ветвью ядра. Это облегчит переносимость программ с платформы Windows и удешевит производство драйверов для Linux. Помимо этого, существуют готовые бинарные пакеты для таких систем, как Ubuntu, Fedora и Red Flag Linux.

### Стратегия развития
Longene постепенно реализует API-модули Win32, которые станут частью совместного ядра вместо wineserver-модулей, которые осуществляют перевод системных вызовов Windows в вызовы системы Linux. Longene также модифицирует системные файлы wine, kernel32.dll, user32.dll, gdi32.dll и ntdll.dll, которые вызывают модули wineserver для того, чтобы получить реализацию Win32 API в пространстве ядра. В переходном состоянии Longene использует модули wineserver для работы с теми функциями, которые ещё не перенесены в ядро, поэтому даже незаконченные выпуски выполняют приложения Win32.
Начиная с версии 0.3, разработчики полностью отказались от wineserver, но для Longene всё ещё требуются изменённые системные файлы kernel32.dll, user32.dll, gdi32.dll и ntdll.dll, а также некоторые библиотеки wine. Для драйверов устройств Longene использует NDISwrapper. Отсутствующую функциональность драйверной модели Windows был дополнен описаниями из ReactOS. Механизм Windows Driver Kit основан на коде ReactOS. Он использует комбинацию пересылки ресурсов на драйверы ядра Linux и дополнительные библиотеки, которые реализуют функции, отсутствующие в Linux.

### История выпусков
Ранняя версия была известна как unifiedkernel-2.6.13 и была выпущена 15 февраля 2006 года. Этот выпуск содержал начальные реализации механизма системных вызовов Windows с прототипом функций системных вызовов. Существующие версии:
| Цвет    | Значение                        |
| ------- | ------------------------------- |
| Красный | Выпуск больше не поддерживается |
| Зелёный | Выпуск ещё поддерживается       |
| Голубой | Будущие выпуски                 |

| Версия  | Дата выпуска    | Информация о выпуске |
| ------- | --------------- | --- |
| 0.1.0   | 30 апреля 2006  | - Портирован код из kernel-win32 - Механизм системных вызовов Windows основан на «int 2e» |
| 0.2.0   | 31 декабря 2006 | - Реализован механизм создания процессов/потоков Windows - Частично реализован механизм Windows APC                                                                                                 |
| 0.2.1   | 4 февраля 2008  | - Управление процессами/потоками Windows - Управление виртуальной памятью - Синхронизация - Управление объектами - Встроенная функция загрузки .exe                                                 |
| 0.2.2   | 31 октября 2008 | - Механизм Token - Графическая программа установки |
| 0.2.2-1 | 17 декабря 2008 | - Исправление ошибок |
| 0.2.3   | 12 февраля 2009 | - Механизм реестра Windows, портированный из wine |
| 0.2.4   | 22 мая 2009     | - Управление файловыми системами, портированное из wine - Частичная реализация API-функций управления реестром - Двоичные пакеты для популярных дистрибутивов                                       |
| 0.2.4.1 | 31 август 2009  | - Переход на ядро Linux 2.6.30 - Поддержка новых файловых систем (ext4 и других) |
| 0.3     | 31 мая 2010     | - Перенос всех функций wineserver в пространство ядра и полный отказ от wineserver |
| 0.3.1   | 28 февраля 2011 | - Поддержка не-root пользователей |
| 0.3.2   | 8 июня 2011     | - Поддержка wineconsole. Консольные приложения Windows, например, cmd.exe могут быть запущены с помощью команды wineconsole cmd.exe - Созданные процессы поддерживают темы оформления рабочей среды |

### Текущее состояние и будущее развитие
Разработчики работают над стабильностью работы SMP и переносом NDISwrapper'а.
При разработке изменения в коде ядра минимальны, так как используются загружаемые модули.
В будущих выпусках рассчитывают добавить следующую функциональность:
- Среда драйверов устройств WDM
- Системные вызовы файловых операций
- API для управления системным реестром Windows
- Различные функции системных вызовов в интерфейсе системных вызовов Windows
- Механизм Windows DPC
- Экспортируемые функции ядра, определенные в Windows DDK

### Поддержка архитектур
- IA-32 (работает)
- x86-64 (не работает, в процессе)
- Loongson 3 (не работает, в процессе)

Порт для Loongson 3, как ожидается, будет использовать новые инструкции для эмуляции аппаратного обеспечения x86.
Longene также может быть запущен в программах эмуляции или виртуализации оборудования, в таких как VMware и VirtualBox.

## Применение
- MagicLinux — это китайская сборка Linux, основанная на Red Hat Linux. Версия 2.1, выпущенная 15 декабря 2008 года, была представлена в основной (DVD-диск, с ядром Linux версии 2.6.25.20), компактной (CD-диск, с ядром Linux версии 2.6.25.20) и в версии с объединённым ядром Linux (CD-диск, с LUK версии 0.2.2)[9]. MagicLinux версии 2.5 rc2 включает в себя объединённое ядро версии 0.2.4.1[10].

## Аппаратные требования
Минимальные аппаратные требования для запуска:
- процессор IA-32 (x86);
- 128 МБ ОЗУ;
- жёсткий диск IDE или SATA;
- VGA-совместимая видеокарта;
- клавиатура (PS/2 или USB);
- PS/2-совместимая мышь или Microsoft Mouse-совместимая мышь последовательного порта